# Nati nel 1927/Agosto
| Questa pagina contiene informazioni ricavate automaticamente dalle voci biografiche con l'ausilio del template Bio e di un bot. L'aggiornamento è periodico e automatico e ricostruisce completamente la pagina. Se manca una persona in questa lista, sei pregato di non aggiungerla, ma accertati piuttosto che la sua voce biografica contenga il template Bio e che i dati anagrafici siano correttamente compilati. Se il template Bio manca, inseriscilo tu stesso o, in alternativa, metti l'avviso {{tmp\|Bio}} che ne segnala la mancanza. Se i dati riportati sono sbagliati, correggi direttamente la voce biografica; le modifiche saranno visibili in questa lista entro pochi giorni. Per chiarimenti vedi il progetto biografie. La lista contiene solo le 181 persone che sono citate nell'enciclopedia e per le quali è stato implementato correttamente il template Bio. Pagina aggiornata al 2 ago 2025. |

- 1º agosto - André Cools, politico belga († 1991)
- 1º agosto - Gino Giugni, politico e giurista italiano († 2009)
- 1º agosto - Jean-Pierre Torrell, presbitero e teologo francese
- 2 agosto - Cesare Canevari, regista cinematografico e sceneggiatore italiano († 2012)
- 2 agosto - Jacqueline Donny, modella francese († 2021)
- 2 agosto - Andreas Dückstein, scacchista austriaco († 2024)
- 2 agosto - Ernesto Formenti, pugile italiano († 1989)
- 2 agosto - Anna Nenna D'Antonio, politica italiana
- 2 agosto - Peter Swinnerton-Dyer, matematico britannico († 2018)
- 3 agosto - Enrique Pinilla, compositore, direttore d'orchestra e critico musicale peruviano († 1989)
- 3 agosto - Giorgio Amelio Roccamonte, scultore italiano († 1980)
- 3 agosto - Elliot Silverstein, regista e produttore cinematografico statunitense († 2023)
- 4 agosto - Gilbert Bauvin, ex ciclista su strada e ciclocrossista francese
- 4 agosto - Jess Thomas, tenore statunitense († 1993)
- 4 agosto - Juliette de La Genière, archeologa francese († 2022)
- 5 agosto - Anna Maria Alegiani, attrice italiana
- 5 agosto - Florenzo Annoscia, arbitro di calcio italiano († 1990)
- 5 agosto - James Clifford Timlin, vescovo cattolico statunitense († 2023)
- 5 agosto - Rolf Wütherich, pilota automobilistico tedesco († 1981)
- 6 agosto - William D. Ford, politico, avvocato e militare statunitense († 2004)
- 6 agosto - Teodor Kocerka, canottiere polacco († 1999)
- 6 agosto - Inga Landgré, attrice svedese († 2023)
- 6 agosto - Ezio Marano, attore italiano († 1991)
- 6 agosto - Arturo Armando Molina, politico e militare salvadoregno († 2021)
- 6 agosto - Janice Romary, schermitrice statunitense († 2007)
- 6 agosto - Theodor Wagner, calciatore austriaco († 2020)
- 7 agosto - Alfredo Angeli, regista televisivo, regista cinematografico e sceneggiatore italiano († 2005)
- 7 agosto - George Busbee, politico statunitense († 2004)
- 7 agosto - Edwin Edwards, politico statunitense († 2021)
- 7 agosto - Ien van den Heuvel, politica olandese († 2010)
- 7 agosto - Art Houtteman, giocatore di baseball statunitense († 2003)
- 7 agosto - Carlo di Lussemburgo, principe lussemburghese († 1977)
- 7 agosto - Hans Ludvig Martensen, vescovo cattolico danese († 2012)
- 7 agosto - Fabio Ruiz, cestista cubano
- 7 agosto - Carl Switzer, attore statunitense († 1959)
- 7 agosto - Margrit Zimmermann, pianista e compositrice svizzera († 2020)
- 7 agosto - Dušan Čkrebić, politico jugoslavo († 2022)
- 8 agosto - Mario Abbate, cantante e attore italiano († 1981)
- 8 agosto - Bill Bertka, allenatore di pallacanestro e dirigente sportivo statunitense
- 8 agosto - Aureliano Brandolini, agronomo italiano († 2008)
- 8 agosto - Bruno Caruso, pittore, disegnatore e incisore italiano († 2018)
- 8 agosto - Des Cohen, nuotatore e pallanuotista sudafricano († 2012)
- 8 agosto - Svjatoslav Nikolaevič Fëdorov, medico e politico russo († 2000)
- 8 agosto - Bill Gadsby, hockeista su ghiaccio canadese († 2016)
- 8 agosto - Jurij Kazakov, scrittore sovietico († 1982)
- 8 agosto - Basil Kirchin, batterista e compositore inglese († 2005)
- 8 agosto - Giampaolo Medda, hockeista su prato italiano († 2017)
- 8 agosto - Giuseppe Moioli, canottiere italiano († 2025)
- 8 agosto - Vincenzo Reverchon, calciatore italiano († 2016)
- 8 agosto - Giuseppe Taliercio, ingegnere e dirigente d'azienda italiano († 1981)
- 8 agosto - Frank Traynor, musicista australiano († 1985)
- 8 agosto - Carlo Valentino, generale e dirigente sportivo italiano († 2016)
- 9 agosto - Alois De Hertog, ciclista su strada belga († 1993)
- 9 agosto - Daniel Keyes, autore di fantascienza statunitense († 2014)
- 9 agosto - Marvin Minsky, matematico, informatico e inventore statunitense († 2016)
- 9 agosto - Robert Shaw, attore e scrittore britannico († 1978)
- 9 agosto - Kalevi Tuominen, cestista e allenatore di pallacanestro finlandese († 2020)
- 10 agosto - Vittorio Gregotti, architetto, urbanista e teorico dell'architettura italiano († 2020)
- 10 agosto - Jean Guichet, pilota automobilistico francese
- 10 agosto - Gene Melchiorre, cestista statunitense († 2019)
- 10 agosto - Syed Mumtaz Ali, avvocato indiano († 2009)
- 10 agosto - Teodoro Saponaro, politico italiano († 2022)
- 10 agosto - Klaus von See, storico tedesco († 2013)
- 11 agosto - Giancarlo Astrua, ciclista su strada italiano († 2010)
- 11 agosto - Mario Dall'Aglio, pittore, scultore e giornalista italiano († 2016)
- 11 agosto - Raymond Leppard, direttore d'orchestra e clavicembalista britannico († 2019)
- 11 agosto - Mimmo Pintacuda, fotografo italiano († 2013)
- 11 agosto - Stuart Rosenberg, regista statunitense († 2007)
- 12 agosto - Víctor Andrade, cestista ecuadoriano († 2014)
- 12 agosto - Dan Curtis, sceneggiatore, regista e produttore televisivo statunitense († 2006)
- 12 agosto - Umberto Emo Capodilista, politico italiano († 2010)
- 12 agosto - Bob Harrison, cestista e allenatore di pallacanestro statunitense († 2024)
- 12 agosto - Guerrino Nicoli, partigiano italiano († 1944)
- 12 agosto - Porter Wagoner, cantante statunitense († 2007)
- 13 agosto - Mino Argentieri, critico cinematografico e storico del cinema italiano († 2017)
- 13 agosto - László Nagy, pattinatore artistico su ghiaccio ungherese († 2005)
- 13 agosto - David Padilla Arancibia, politico e generale boliviano († 2016)
- 14 agosto - Roger Carel, attore e doppiatore francese († 2020)
- 14 agosto - Agostino Coletto, ciclista su strada italiano († 2016)
- 14 agosto - Ben Kniest, pallanuotista olandese († 1992)
- 14 agosto - Sydney Patterson, pistard e ciclista su strada australiano († 1999)
- 14 agosto - Raphael Sealey, storico britannico († 2013)
- 15 agosto - Aide Aste, attrice italiana († 2013)
- 15 agosto - Henri Baumann, cestista svizzero
- 15 agosto - Gastone Celio, ex calciatore italiano
- 15 agosto - John Cranko, danzatore e coreografo sudafricano († 1973)
- 15 agosto - Marisa Fabbri, attrice italiana († 2003)
- 15 agosto - Angelo Litrico, stilista italiano († 1986)
- 15 agosto - Rino Loddo, cantante italiano († 1988)
- 15 agosto - Leif Olsen, calciatore norvegese († 2012)
- 16 agosto - Lucio Andrich, pittore, incisore e scultore italiano († 2003)
- 16 agosto - Ivo Butini, politico italiano († 2016)
- 16 agosto - Luigi Fossati, giornalista italiano († 1990)
- 16 agosto - František Ipser, calciatore cecoslovacco († 1999)
- 16 agosto - Jiří Matoušek, cestista e allenatore di pallacanestro cecoslovacco († 2012)
- 16 agosto - Lois Nettleton, attrice statunitense († 2008)
- 16 agosto - Herbert Schäfer, calciatore tedesco († 1991)
- 16 agosto - Karl Heinz Vosgerau, attore tedesco († 2021)
- 17 agosto - Vinicio Boffi, matematico italiano († 2010)
- 17 agosto - Sam Butera, sassofonista e arrangiatore statunitense († 2009)
- 17 agosto - Jacques Herlin, attore francese († 2014)
- 17 agosto - Frank Ray Keyser, politico e avvocato statunitense († 2015)
- 17 agosto - Giovanni Palma, ex calciatore italiano
- 17 agosto - Rodolfo Sabbatini, giornalista italiano († 1986)
- 18 agosto - Rosalynn Carter, first lady statunitense († 2023)
- 18 agosto - Menahem Degani, cestista israeliano († 2018)
- 18 agosto - Antonella Della Porta, attrice italiana († 2002)
- 18 agosto - Gaetano Di Maio, commediografo e poeta italiano († 1991)
- 18 agosto - Luciano Gariboldi, calciatore e allenatore di calcio italiano († 1988)
- 18 agosto - Marvin Harris, antropologo statunitense († 2001)
- 18 agosto - John Rhodes, pilota automobilistico britannico
- 18 agosto - Raghbir Singh Bhola, hockeista su prato indiano († 2019)
- 19 agosto - Paraskevas Avgerinos, politico e medico greco
- 19 agosto - Francesco Canessa, giornalista, saggista e critico musicale italiano
- 19 agosto - Jovan Cokić, calciatore jugoslavo († 2004)
- 19 agosto - Ferdinando Facchiano, politico italiano († 2022)
- 19 agosto - Roberta Haynes, attrice statunitense († 2019)
- 19 agosto - L.Q. Jones, attore, regista e produttore cinematografico statunitense († 2022)
- 19 agosto - Lauri Lehtinen, calciatore finlandese († 2016)
- 19 agosto - Karl Harrington Potter, storico delle religioni e indologo statunitense († 2022)
- 20 agosto - John Boardman, archeologo e storico dell'arte britannico († 2024)
- 20 agosto - Anne Edwards, scrittrice statunitense († 2024)
- 20 agosto - Yootha Joyce, attrice britannica († 1980)
- 20 agosto - Ambrus Nagy, schermidore ungherese († 1991)
- 20 agosto - Peter Oakley, youtuber britannico († 2014)
- 20 agosto - Jimmy Raney, chitarrista statunitense († 1995)
- 20 agosto - John Rauch, giocatore di football americano e allenatore di football americano statunitense († 2008)
- 21 agosto - Danilo Barozzi, ciclista su strada italiano († 2020)
- 21 agosto - Fina de Calderón, scrittrice, poetessa e compositrice spagnola († 2010)
- 21 agosto - Thomas S. Monson, predicatore e religioso statunitense († 2018)
- 21 agosto - Roger Pearson, antropologo, politico e editore britannico († 2023)
- 21 agosto - Kazimierz Romaniuk, vescovo cattolico e biblista polacco († 2025)
- 21 agosto - Tony Steedman, attore britannico († 2001)
- 22 agosto - Ada Valeria Fabj Ramous, politica italiana
- 22 agosto - Felice Lacerra, partigiano italiano († 1944)
- 22 agosto - Jack Mansell, allenatore di calcio e calciatore inglese († 2016)
- 22 agosto - Irina Skobceva, attrice sovietica († 2020)
- 22 agosto - Aleksandr Tenjagin, calciatore sovietico († 2008)
- 23 agosto - Dick Bruna, fumettista, disegnatore e illustratore olandese († 2017)
- 23 agosto - Walter Giller, attore tedesco († 2011)
- 23 agosto - Allan Kaprow, artista statunitense († 2006)
- 23 agosto - Ľubor Kresák, astronomo slovacco († 1994)
- 23 agosto - Graziella Magherini, psicoanalista italiana († 2023)
- 23 agosto - Mal McMullen, cestista statunitense († 1995)
- 24 agosto - Renzo Cattaneo, partigiano italiano († 1944)
- 24 agosto - Guido Ceronetti, poeta e aforista italiano († 2018)
- 24 agosto - Norbert Kamp, storico tedesco († 1999)
- 24 agosto - Pierre Magnard, filosofo francese
- 24 agosto - Harry Markowitz, economista statunitense († 2023)
- 24 agosto - Emilio Pozzan, ex calciatore italiano
- 24 agosto - Edoardo Semenza, geologo italiano († 2002)
- 25 agosto - Azalea Cobelli, cestista italiana († 1986)
- 25 agosto - René Coicaud, schermidore francese († 2000)
- 25 agosto - Althea Gibson, tennista statunitense († 2003)
- 25 agosto - Liselott Linsenhoff, cavallerizza tedesca († 1999)
- 25 agosto - Tommaso Rossi, politico italiano († 2012)
- 25 agosto - Zilda Ulbrich Schützer, cestista e pallavolista brasiliana († 2014)
- 25 agosto - Kiki Urbani, ballerina e showgirl italiana († 1976)
- 26 agosto - Balkrishna Vithaldas Doshi, architetto indiano († 2023)
- 26 agosto - Tito Eduque, cestista e allenatore di pallacanestro filippino († 2001)
- 26 agosto - Paola Gaiotti De Biase, politica italiana († 2022)
- 26 agosto - Stefania Lotti, pittrice e scultrice italiana († 2008)
- 26 agosto - Edoardo Rovida, arcivescovo cattolico italiano
- 27 agosto - Alessandro D'Ottavio, pugile italiano († 1987)
- 27 agosto - Giannīs Kanakīs, calciatore greco († 2016)
- 28 agosto - Carlos Hank González, politico messicano († 2001)
- 28 agosto - Domingo Massaro, calciatore e arbitro di calcio cileno († 2025)
- 28 agosto - Jim Sasseville, fumettista e designer statunitense († 2005)
- 28 agosto - Jo Sullivan Loesser, attrice e cantante statunitense († 2019)
- 29 agosto - António Bentes, calciatore portoghese († 2003)
- 29 agosto - Gerald Gratton, sollevatore canadese († 1963)
- 30 agosto - Mario Bortolotto, critico musicale italiano († 2017)
- 30 agosto - Bill Daily, attore statunitense († 2018)
- 30 agosto - Edoardo Dal Pos, ex calciatore italiano
- 30 agosto - Margarita Mikaėljan, regista sovietica († 2004)
- 30 agosto - Giorgio Porreca, scacchista e traduttore italiano († 1988)
- 31 agosto - Dobrinka Džambazova, cestista bulgara († 2016)
- 31 agosto - Jim Finks, giocatore di football americano, allenatore di football americano e dirigente sportivo statunitense († 1994)
- 31 agosto - Tina Mirella Manferdini, filosofa italiana († 2005)
- 31 agosto - Kathleen Russell, velocista e lunghista giamaicana († 1969)
- 31 agosto - Rolf Wembstad, dirigente sportivo e calciatore norvegese († 2013)